# Computable
Computable is een onafhankelijke website die zich met (nieuws)berichten, achtergronden, opinieartikelen en whitepapers over ICT richt op ICT-professionals en ICT-managers werkzaam in Nederland. Daarnaast geeft Computable een aantal keren per jaar een (e-)magazine uit. Ook is er een Belgische website.
Computable verscheen eind 1968 voor het eerst als vakblad voor automatiseerders bij de toenmalige Amsterdamse uitgeverij Diligentia, onder hoofdredacteurschap van K.O. Kolb. Door een overname in 1975 kwam Computable in handen van VNU. Nadat Computable halverwege 2012 werd overgenomen door de Persgroep Nederland, werd het vakblad per 1 juli 2014 doorverkocht aan Jaarbeurs en zijn digitale tak JB Digital.
Computable.nl bereikt ongeveer 175.000 unieke bezoekers per maand en het Computable magazine heeft 14.000 abonnees. Elk jaar worden de  Computable Awards uitgereikt aan opmerkelijke bedrijven, projecten en personen. De winnaars worden deels bepaald door de lezers van Computable en deels door een vakjury.